# كارل ويلي
كارل ويلي (بالإنجليزية: Carl Willey)‏ هو لاعب كرة قاعدة أمريكي، ولد في 6 يونيو 1931 في تشريفيلد في الولايات المتحدة، وتوفي في 20 يوليو 2009 في إلسورث في الولايات المتحدة بسبب سرطان الرئة.

## وصلات خارجية
- كارل ويلي على موقعبيزبول رفرنس.كوم (الدوري الرئيسي) (الإنجليزية)